# Maluridae
Pour les articles homonymes, voir Mérion.
Famille
Les Maluridae (maluridés en français) sont une famille de passereaux constituée de six genres et de 29 espèces. Ce sont des petits oiseaux insectivores endémiques en Australie et en Nouvelle-Guinée qui portent les noms vernaculaires de mérions, queues-de-gaze et amytis.

## Systématique
- la sous-famille des  Amytornithinae qui comprend un seul genre, Amytornis et de dix espèces et
- la sous-famille des Malurinae divisée en deux tribus, la tribu des Malurini et la tribu des Stipiturini.

## Liste alphabétique des genres
Selon la classification de référence du Congrès ornithologique international (version 5.2, 2015) :
- genre Sipodotus  Lesson, 1831 (1 espèce)
- genre Chenorhamphus Oustalet, 1878 (2 espèces)
- genre Malurus Vieillot, 1816 (11 espèces)
- genre Clytomyias Sharpe, 1879 (1 espèce)
- genre Stipiturus Mathews, 1928 (3 espèces)
- genre Amytornis Stejneger, 1885 (11 espèces)

## Liste des espèces
D'après la classification de référence du Congrès ornithologique international (version 5.2, 2015) :

### Sous-famille des Malurinae

#### Tribu des Malurini
- Sipodotus wallacii – Mérion de Wallace
- Chenorhamphus grayi – Mérion à bec large
- Chenorhamphus campbelli – Mérion de Campbell
- Malurus cyanocephalus – Mérion empereur
- Malurus amabilis – Mérion ravissant
- Malurus lamberti – Mérion de Lambert
- Malurus pulcherrimus – Mérion à gorge bleue
- Malurus elegans – Mérion élégant
- Malurus cyaneus – Mérion superbe
- Malurus splendens – Mérion splendide
- Malurus coronatus – Mérion couronné
- Malurus alboscapulatus – Mérion à épaulettes
- Malurus melanocephalus – Mérion à dos rouge
- Malurus leucopterus – Mérion leucoptère
- Clytomyias insignis – Mérion à tête rousse

#### Tribu des Stipiturini
- Stipiturus malachurus – Queue-de-gaze du Sud
- Stipiturus mallee – Queue-de-gaze du mallee
- Stipiturus ruficeps – Queue-de-gaze à calotte rousse

### Sous-famille des Amytornithinae
- Amytornis barbatus – Amytis gris
- Amytornis housei – Amytis noir
- Amytornis woodwardi – Amytis à gorge blanche
- Amytornis dorotheae – Amytis de Dorothy
- Amytornis merrotsyi – Amytis de Merrotsy
- Amytornis striatus – Amytis strié
- Amytornis goyderi – Amytis de l'Eyre
- Amytornis textilis – Amytis natté
- Amytornis modestus – Amytis oriental
- Amytornis purnelli – Amytis de Purnell
- Amytornis ballarae – Amytis kalkadoon